# Rolampont
Rolampont est une commune française située dans le département de la Haute-Marne, en région Grand Est.
Elle doit sa notoriété à un site naturel classé, la tufière de Rolampont.

## Géographie

### Localisation
Rolampont est située à douze kilomètres au nord-ouest de Langres et vingt-quatre kilomètres au sud-est de Chaumont.
| Vesaignes-sur-Marne | Thivet                 |                 |
| Faverolles          | Rolampont              | Dampierre       |
| Beauchemin          | Humes-Jorquenay Chanoy | Changey Charmes |

### Hydrographie
La commune est dans la région hydrographique « la Seine de sa source au confluent de l'Oise (exclu) » au sein du bassin Seine-Normandie. Elle est drainée par le canal de la Marne a la Saone, la Marne, le ruisseau du Val de Gris, la Coudre, le cours d'eau 01 de Combe de Vau, le Fossé 01 de Combe René, le Fossé 01 de la Roche l'Ermite, la Come, le Rivery, le ruisseau de Beuffard, le ruisseau de Longevau, le ruisseau de Pre Simard, le ruisseau de Vaubrien, le ruisseau des Lacheres, le ruisseau du Pre du Chene et divers autres petits cours d'eau,.
Le canal de la Marne à la Saône est un canal à bief de partage au gabarit Freycinet, d'une longueur de 160 km reliant les vallées de la Marne et de la Saône, géré par les Voies navigables de France. 
La Marne  prend sa source sur le plateau de Langres, dans la commune de Saints-Geosmes (Haute-Marne) et se jette dans la Seine entre Charenton-le-Pont et Alfortville (Val-de-Marne) dans le quartier de Conflans-l'Archevêque. 
Le ruisseau du Val de Gris, d'une longueur de 21 km, prend sa source dans la commune de Bonnecourt et se jette  dans la Marne sur la commune, après avoir traversé neuf communes. 

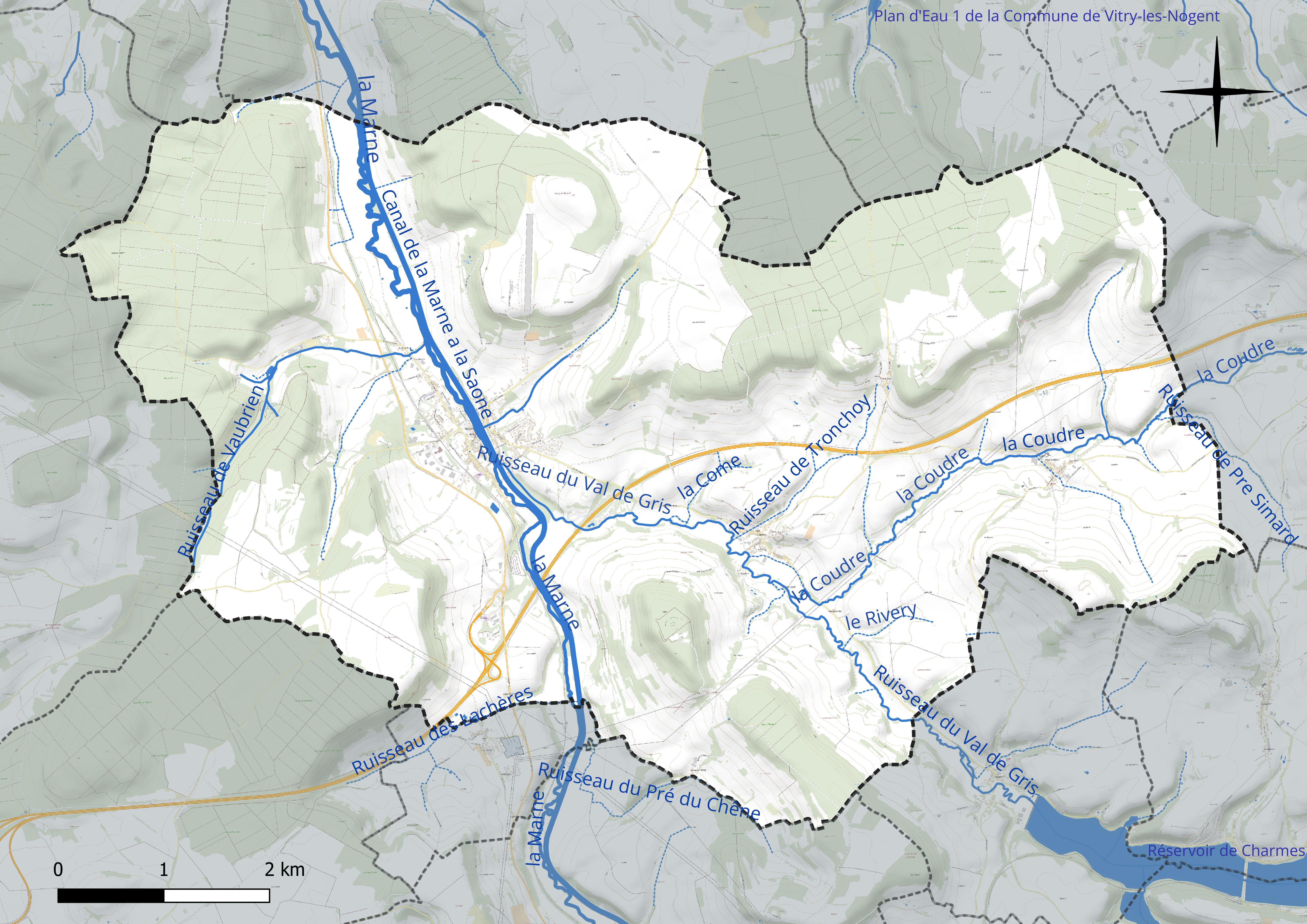
Réseau hydrographique de Rolampont.

### Climat
Pour des articles plus généraux, voir Climat du Grand Est et Climat de la Haute-Marne.
En 2010, le climat de la commune est de type climat des marges montargnardes, selon une étude du Centre national de la recherche scientifique s'appuyant sur une série de données couvrant la période 1971-2000. En 2020, Météo-France publie une typologie des climats de la France métropolitaine dans laquelle la commune est exposée à un climat océanique altéré et est dans la région climatique  Lorraine, plateau de Langres, Morvan, caractérisée par un hiver rude (1,5 °C), des vents modérés et des brouillards fréquents en automne et hiver. 
Pour la période 1971-2000, la température annuelle moyenne est de 9,8 °C, avec une amplitude thermique annuelle de 16,8 °C. Le cumul annuel moyen de précipitations est de 969 mm, avec 13,3 jours de précipitations en janvier et 9 jours en juillet. Pour la période 1991-2020, la température moyenne annuelle observée sur la station météorologique de Météo-France la plus proche, « Langres », sur la commune de Langres à 11 km à vol d'oiseau, est de 10,2 °C et le cumul annuel moyen de précipitations est de 896,1 mm. 
La température maximale relevée sur cette station est de 38,8 °C, atteinte le 25 juillet 2019 ; la température minimale est de −21,2 °C, atteinte le 2 février 1956,,. 
Les paramètres climatiques de la commune ont été estimés pour le milieu du siècle (2041-2070) selon différents scénarios d'émission de gaz à effet de serre à partir des nouvelles projections climatiques de référence DRIAS-2020. Ils sont consultables sur un site dédié publié par Météo-France en novembre 2022.

## Urbanisme

### Typologie
Au 1er janvier 2024, Rolampont est catégorisée commune rurale à habitat dispersé, selon la nouvelle grille communale de densité à sept niveaux définie par l'Insee en 2022.
Elle est située hors unité urbaine. Par ailleurs la commune fait partie de l'aire d'attraction de Langres, dont elle est une commune de la couronne,. Cette aire, qui regroupe 77 communes, est catégorisée dans les aires de moins de 50 000 habitants,.

### Occupation des sols
L'occupation des sols de la commune, telle qu'elle ressort de la base de données européenne d’occupation biophysique des sols Corine Land Cover (CLC), est marquée par l'importance des territoires agricoles (63,2 % en 2018), une proportion sensiblement équivalente à celle de 1990 (63,5 %). La répartition détaillée en 2018 est la suivante : 
prairies (37,6 %), forêts (32,3 %), terres arables (24,6 %), zones urbanisées (2,8 %), zones industrielles ou commerciales et réseaux de communication (1,2 %), zones agricoles hétérogènes (0,9 %), espaces verts artificialisés, non agricoles (0,5 %). L'évolution de l’occupation des sols de la commune et de ses infrastructures peut être observée sur les différentes représentations cartographiques du territoire : la carte de Cassini (XVIIIe siècle), la carte d'état-major (1820-1866) et les cartes ou photos aériennes de l'IGN pour la période actuelle (1950 à aujourd'hui).

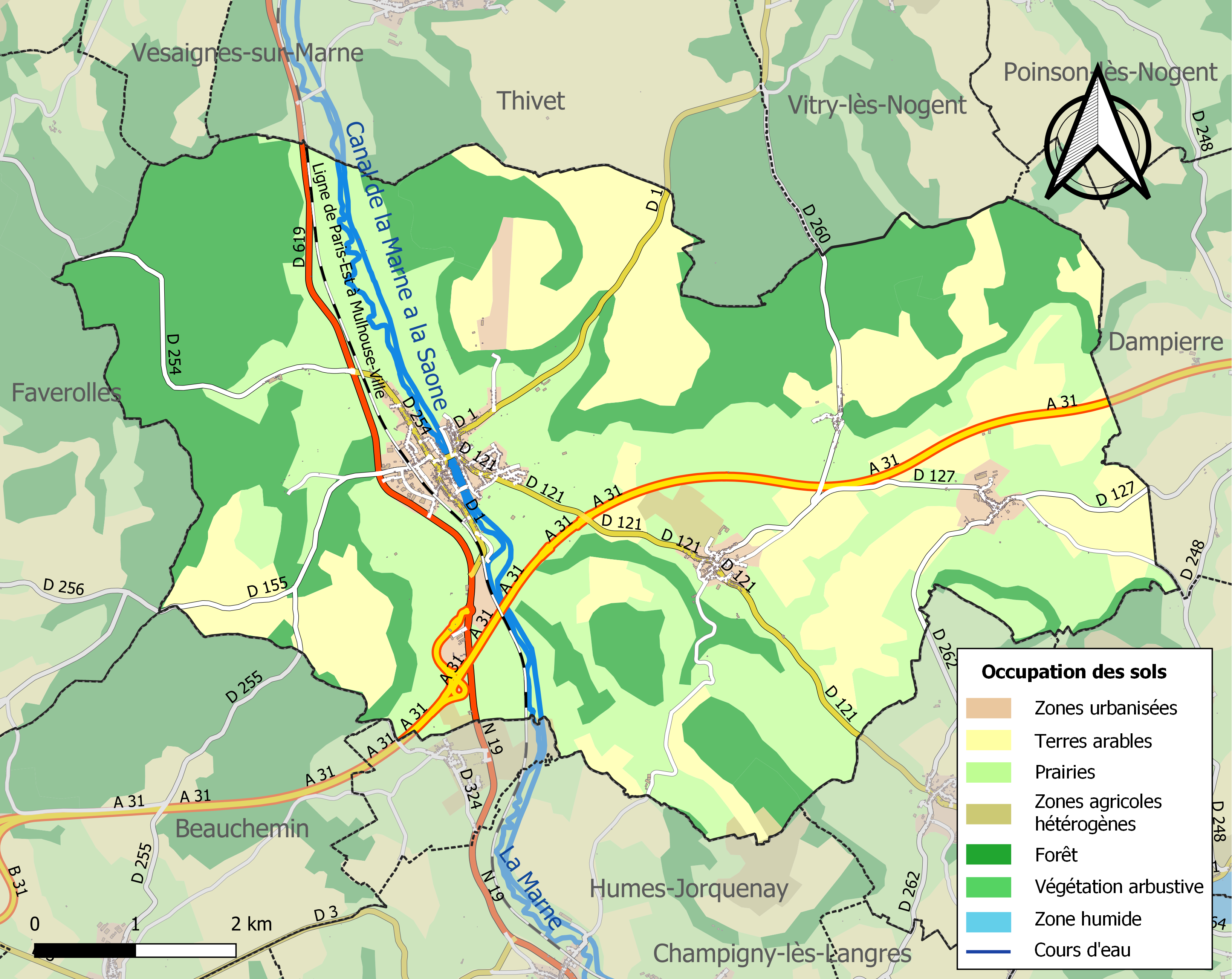
Carte des infrastructures et de l'occupation des sols de la commune en 2018 (CLC).

## Histoire
Pendant la Première Guerre mondiale, Rolampont donne son nom à la zone qui incluait Langres et les camps d'entrainement de l'American Expeditionary Force.
En 1972, Rolampont fusionne avec les communes voisines de Beauchemin, Lannes, Charmoilles et Tronchoy.

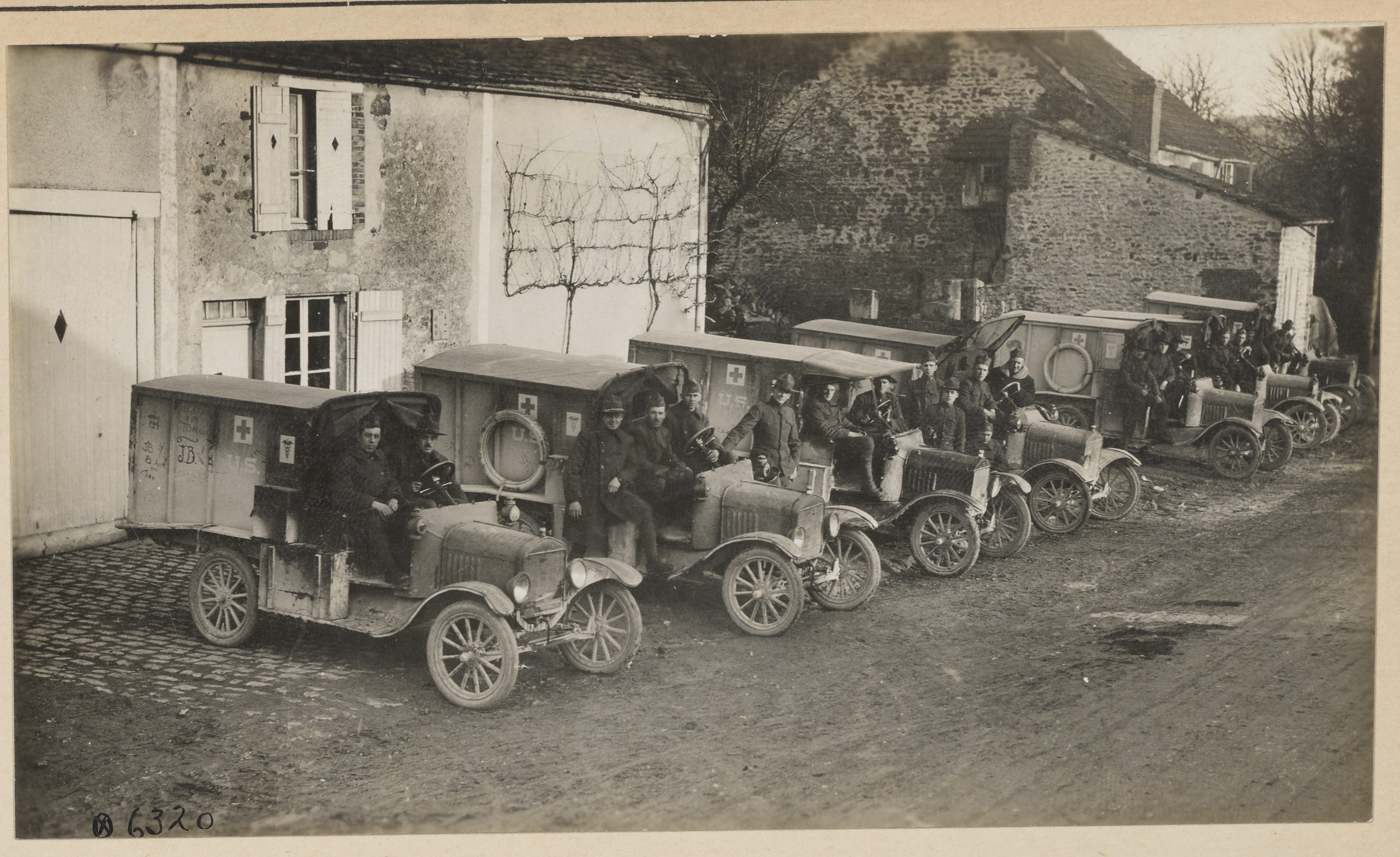
Ambulances de la 42e division d'infanterie (États-Unis)
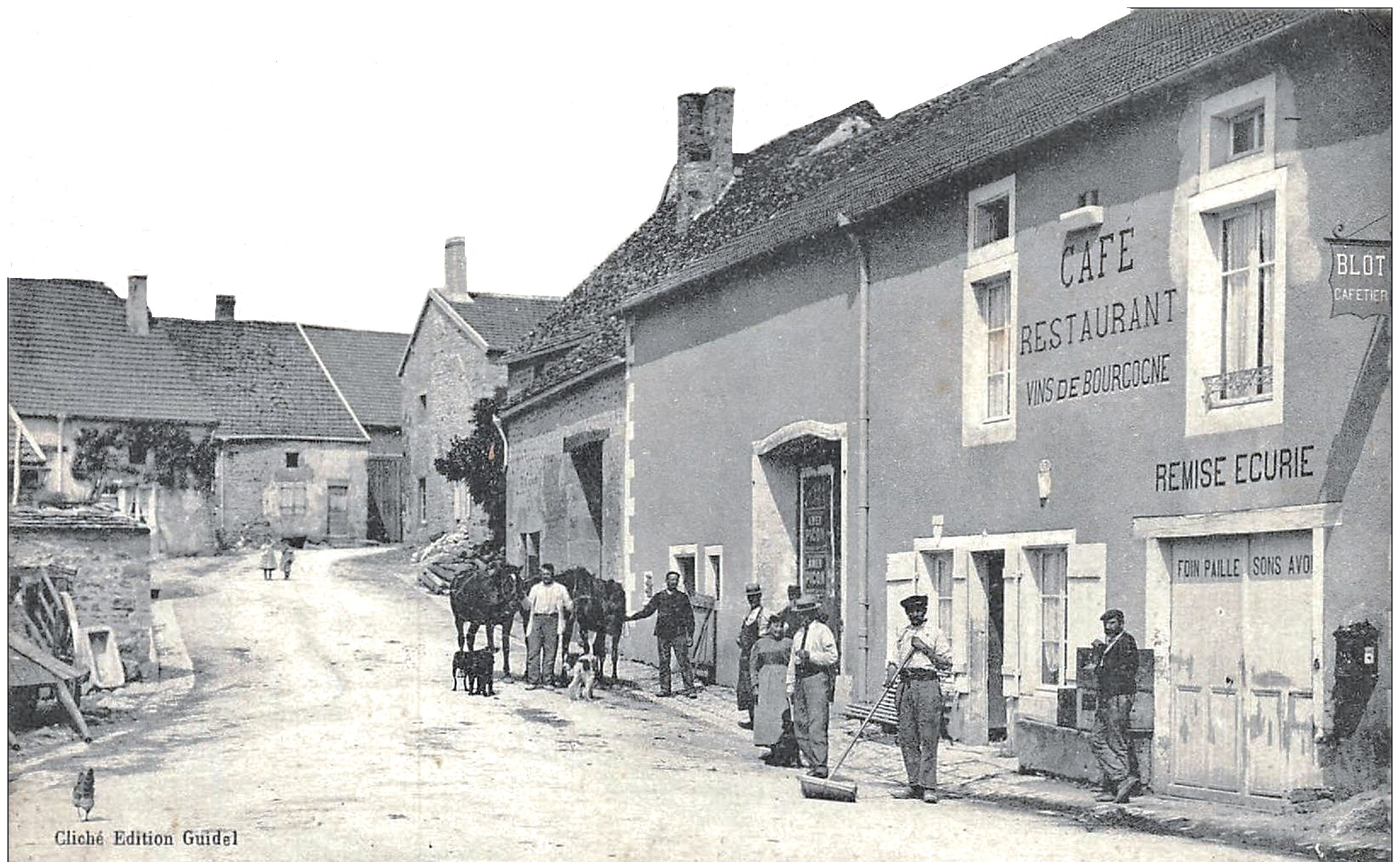
Ancienne vue de la Place et de la route de Nogent.

## Politique et administration

### Communes Associées
Trois communes sont associées à Rolampont : Charmoilles, Lannes et Tronchoy, dont la population était respectivement de 98, 208 et 61 habitants en 2007.

### Liste des maires

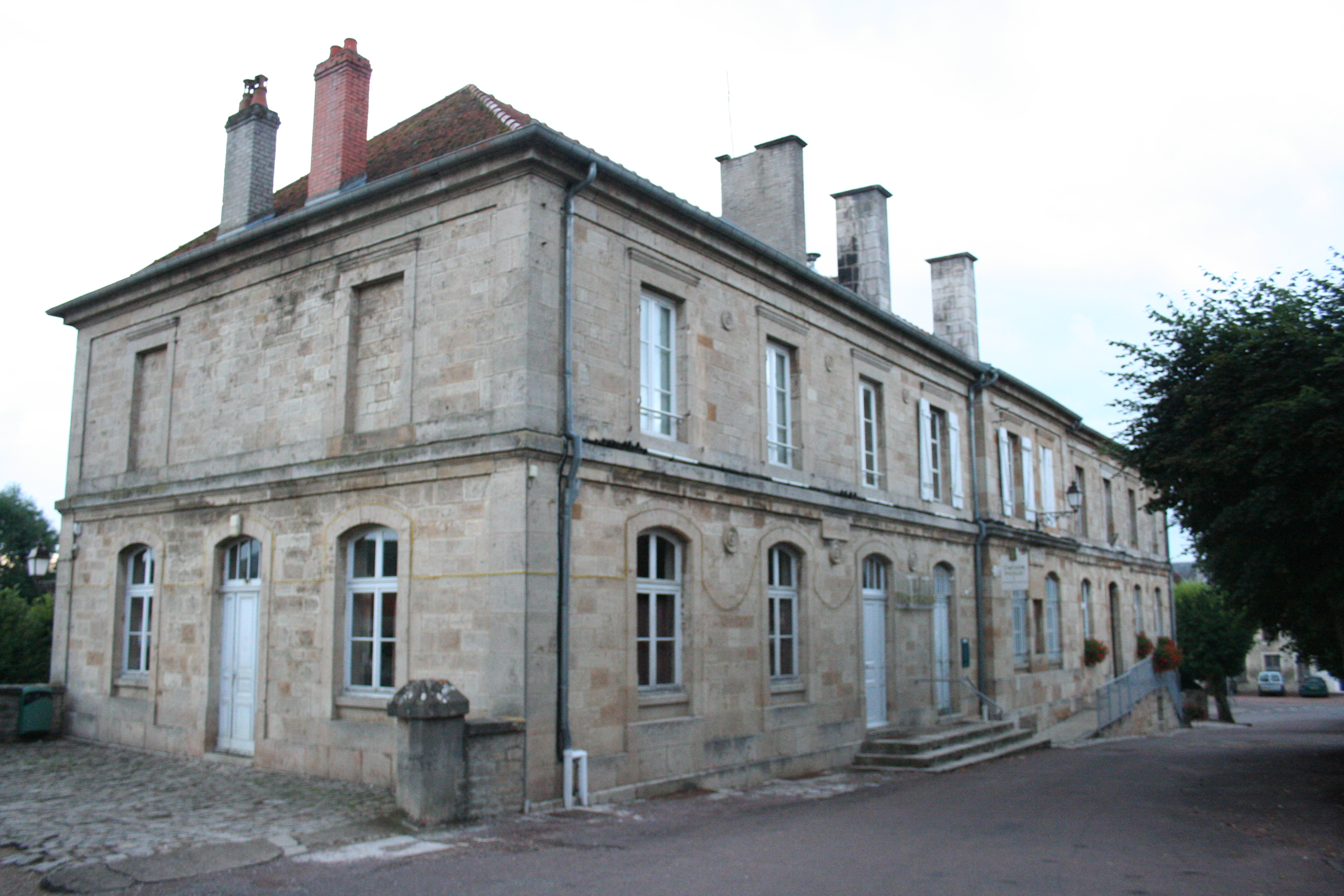
La mairie.

| Période           | Période           | Identité                 | Étiquette | Qualité                                 |
| ----------------- | ----------------- | ------------------------ | --------- | --------------------------------------- |
| 13 novembre 1791  | 4 novembre 1792   | Aimé Charbonnier         |           |                                         |
| 4 novembre 1792   | 15 brumaire an IV | Didier Leclerc           |           |                                         |
| 15 brumaire an IV | 10 germinal an V  | René Lambert             |           |                                         |
| 10 germinal an V  | 22 août 1814      | Didier Crbillet          |           |                                         |
| 22 août 1814      | 7 juin 1823       | Didier Carteret-Trécourt |           |                                         |
| 7 juin 1823       | 2 janvier 1831    | Louis Guillemin          |           |                                         |
| 2 janvier 1831    | 22 septembre 1837 | François Michel          |           |                                         |
| 22 septembre 1837 | 13 mars 1839      | Jean Lallement           |           |                                         |
| 13 mars 1839      | 6 janvier 1843    | Louis Pernot             |           |                                         |
| 6 janvier 1843    | 23 janvier 1850   | Pierre Bouché            |           |                                         |
| 23 janvier 1850   | 22 juillet 1852   | Jean Déchanet            |           |                                         |
| 22 juillet 1852   | 27 mars 1855      | Pierre Bouché            |           |                                         |
| 27 mars 1855      | 15 octobre 1870   | François Michel          |           |                                         |
| 15 octobre 1870   | 14 mai 1871       | Auguste Martin           |           |                                         |
| 14 mai 1871       | 16 avril 1882     | Victor Déchanet          |           |                                         |
| 16 avril 1882     | 7 juin 1882       | Fernand Logerot          |           |                                         |
| 7 juin 1882       | 3 novembre 1916   | Henri Desgres            |           |                                         |
| 3 novembre 1916   | 10 novembre 1919  | Joseph Leclerc           |           |                                         |
| 10 decembre 1919  | 17 mai 1929       | Arthur Batoux            |           |                                         |
| 17 mai 1929       | 19 mai 1935       | Rémond Martin            |           |                                         |
| 19 mai 1935       | 27 juillet 1941   | Gustave Desgres          |           |                                         |
| 22 juin 1941      | 23 septembre 1944 | Jean Brosser             |           |                                         |
| 25 septembre 1944 | 21 mars 1946      | Gustave Desgres          |           |                                         |
| 21 mars 1946      | 27 mars 1965      | René Martin              |           |                                         |
| 27 mars 1965      | 28 février 1976   | Henri Durné              |           |                                         |
| 7 mai 1976        | 20 mars 1983      | René Auvigne             |           |                                         |
| 20 mars 1983      | 24 mars 1989      | Huguette Maillefert      |           |                                         |
| 24 mars 1989      | 23 juin 1995      | Guy Perrin               |           |                                         |
| 23 juin 1995      | 2010              | Michel Gallissot         |           |                                         |
| 2010              | 2020              | Marie-José Ruel          | DVD       | Présidente de la communauté de communes |
| 2020              | En cours          | Céline Bernand           |           |                                         |

## Population et société

### Démographie
L'évolution du nombre d'habitants est connue à travers les recensements de la population effectués dans la commune depuis 1793. Pour les communes de moins de 10 000 habitants, une enquête de recensement portant sur toute la population est réalisée tous les cinq ans, les populations de référence des années intermédiaires étant quant à elles estimées par interpolation ou extrapolation. Pour la commune, le premier recensement exhaustif entrant dans le cadre du nouveau dispositif a été réalisé en 2004.

En 2022, la commune comptait 1 364 habitants, en évolution de −9,79 % par rapport à 2016 (Haute-Marne : −4,62 %, France hors Mayotte : +2,11 %).
| 1793  | 1800 | 1806  | 1821  | 1831  | 1836  | 1841  | 1846  | 1851  |
| ----- | ---- | ----- | ----- | ----- | ----- | ----- | ----- | ----- |
| 1 004 | 964  | 1 120 | 1 089 | 1 217 | 1 226 | 1 180 | 1 237 | 1 281 |

| 1856  | 1861  | 1866  | 1872  | 1876  | 1881  | 1886  | 1891  | 1896  |
| ----- | ----- | ----- | ----- | ----- | ----- | ----- | ----- | ----- |
| 1 194 | 1 312 | 1 246 | 1 235 | 1 389 | 1 433 | 1 249 | 1 280 | 1 241 |

| 1901  | 1906  | 1911  | 1921  | 1926  | 1931  | 1936  | 1946  | 1954  |
| ----- | ----- | ----- | ----- | ----- | ----- | ----- | ----- | ----- |
| 1 178 | 1 215 | 1 214 | 1 046 | 1 106 | 1 109 | 1 121 | 1 155 | 1 190 |

| 1962  | 1968  | 1975  | 1982  | 1990  | 1999  | 2004  | 2006  | 2009  |
| ----- | ----- | ----- | ----- | ----- | ----- | ----- | ----- | ----- |
| 1 183 | 1 246 | 1 712 | 1 744 | 1 517 | 1 508 | 1 570 | 1 618 | 1 610 |

| 2014  | 2019  | 2022  | - | - | - | - | - | - |
| ----- | ----- | ----- | - | - | - | - | - | - |
| 1 522 | 1 413 | 1 364 | - | - | - | - | - | - |

## Culture locale et patrimoine

### Lieux et monuments
- L'église Saint-Pierre-ès-Liens, XIIIe et XVIIIe siècles inscrite au titre des monuments historiques[21].
- Pont dit « Pont Romain » (roman) de Pré Gibère, XVIIIe siècle, inscrit au titre des monuments historiques[22].
- La source pétrifiante de la Tufière

La tufière de Rolampont est la plus importante formation tufeuse du département de la Haute-Marne elle est en fait la plus grande du Nord-Est de la France :
- hauteur : 20 mètres ;
- volume et son étendue : 150 mètres de large et 250 mètres de long.

Une tufière ou tuffière est un site formé par une roche appelée tuf calcaire et qui peut être exploitée, souvent comme pierre de construction. C'est en fait une source qui occasionne ces concrétions calcaires, ce qui lui donne un aspect insolite. Ces concrétions en forme d'escaliers géants, occasionnent une succession de cascades, plus ou moins hautes. Ce phénomène naturel peut mener à des paysages impressionnants. Ces sources sont aussi appelées sources pétrifiantes.
Origine du phénomène :
L'eau qui jaillit, a, au préalable, circulé dans une nappe souterraine dans une roche calcaire. Cette eau est donc très chargée en calcaire, mais également en CO2, dissous. Sous les actions combinées des algues, de l'agitation et d'autres facteurs physico-chimiques, le calcaire (carbonate de calcium) précipite. Le plus souvent cela emprisonne des débris de végétaux, dont l'empreinte sera conservée, éventuellement pour des millions d'années
Lorsque l'eau émerge de la roche, elle perd brutalement du dioxyde de carbone, CO2, ce qui déplace la réaction vers la droite, avec formation de calcaire (CaCO3).
La roche sédimentaire ainsi formée prend le nom de tuf ou travertin. Cette roche peut trouver des usages dans la construction.
- L'aérodrome de Langres - Rolampont se trouve sur la commune.

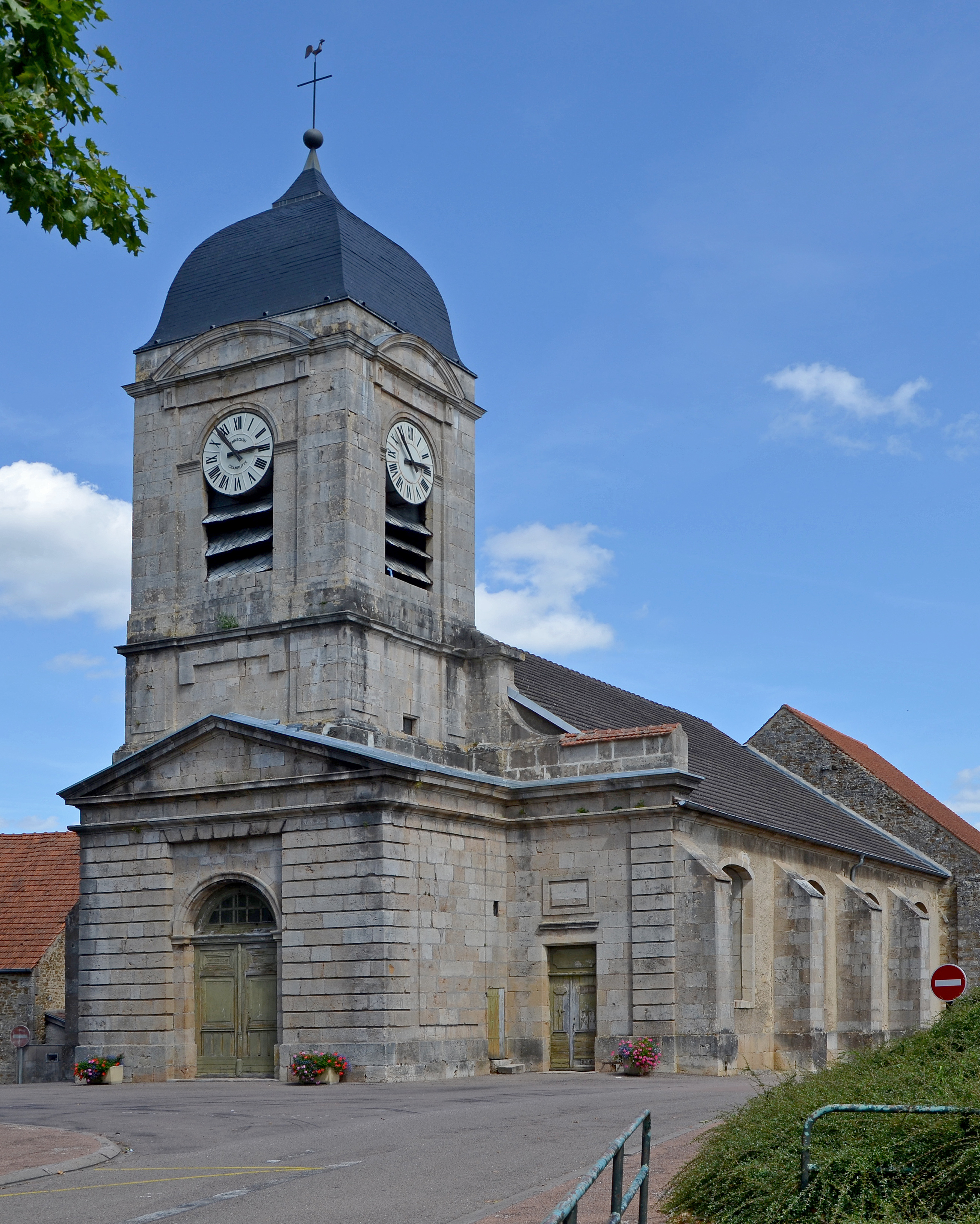
L'Eglise
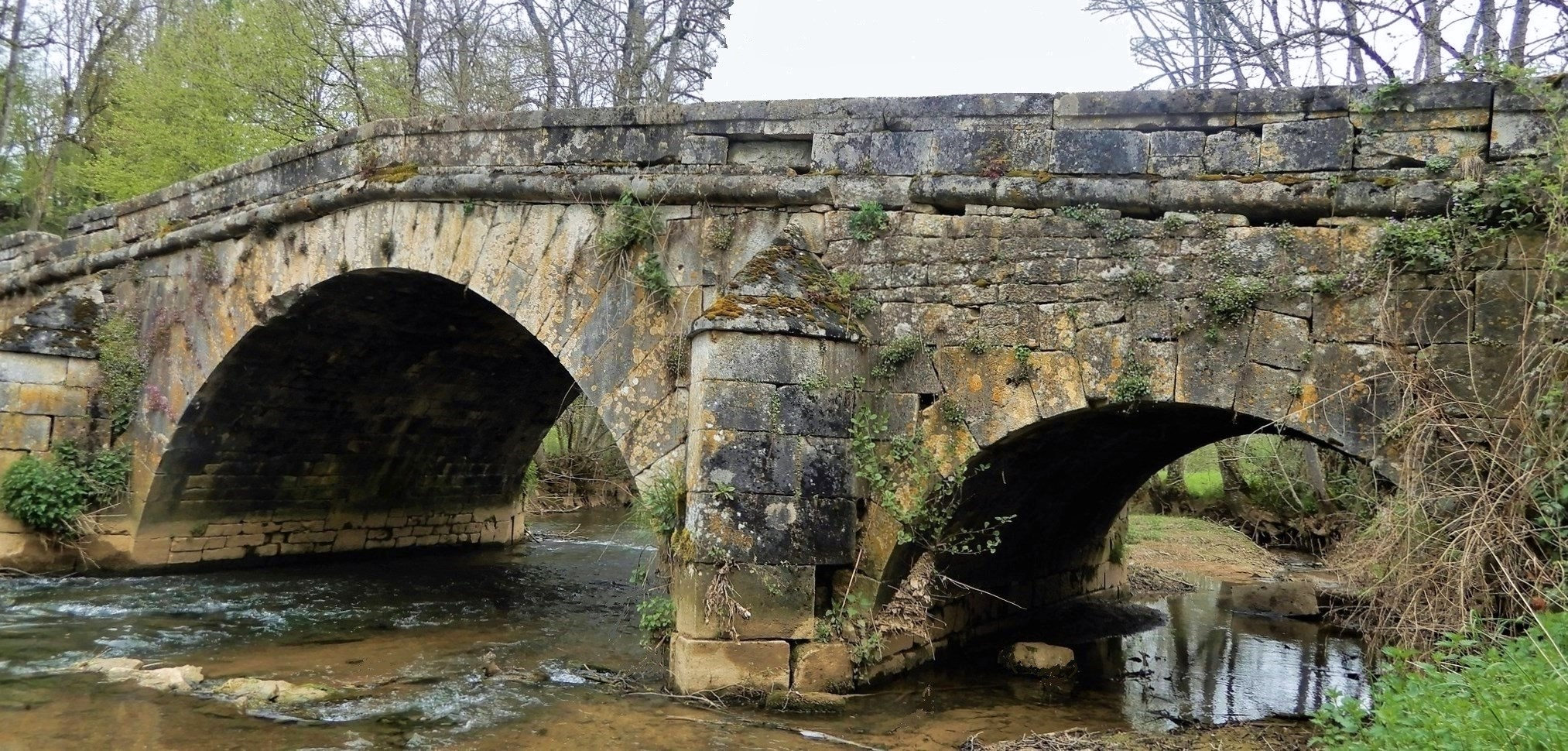
Le pont "romain" de Pré Gibère
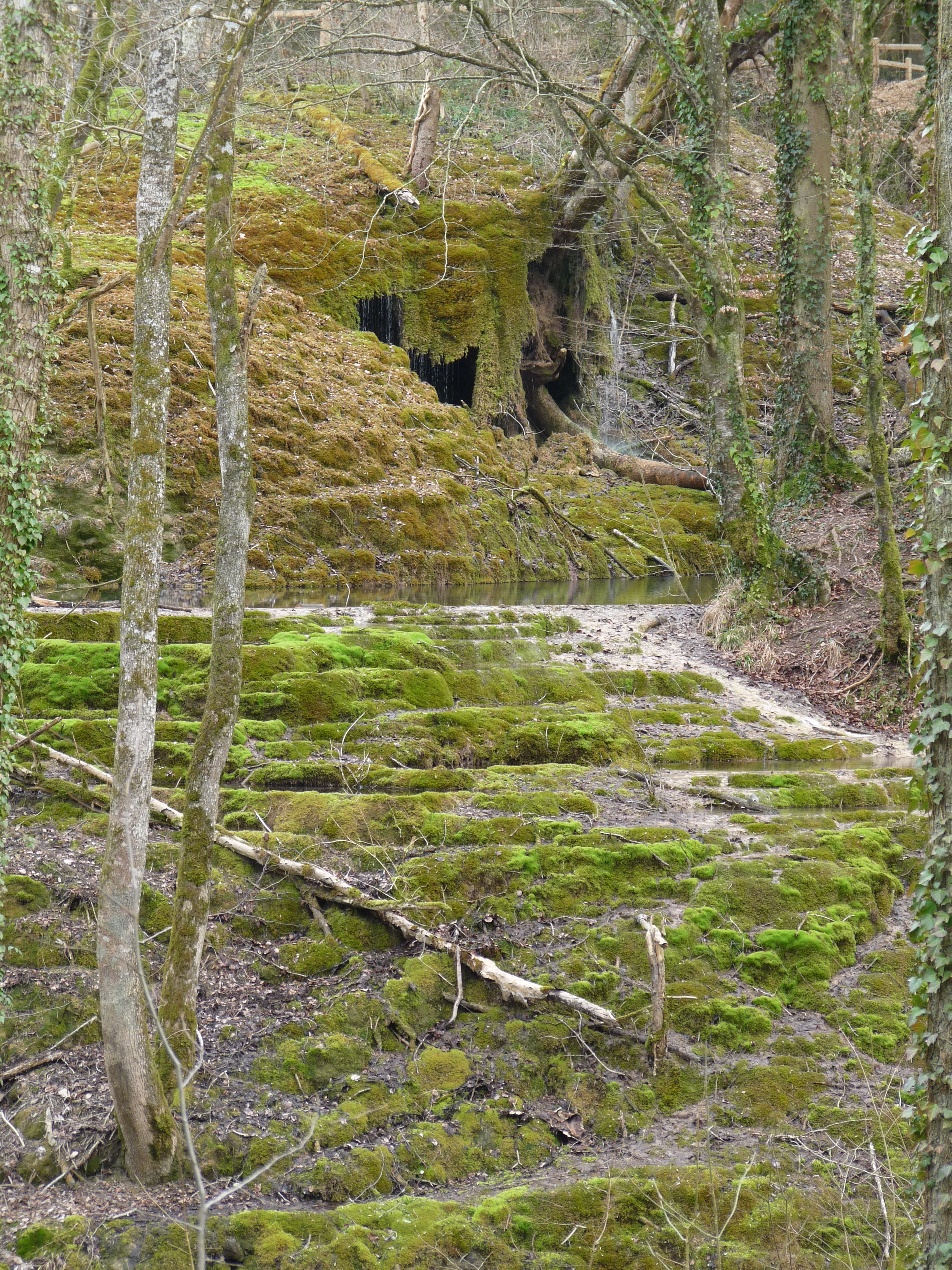
La Tufière

### Personnalités liées à la commune
- Raymond Martin (1869-1943), né sur la commune, maire de 1929 à 1935, sénateur de la Haute-Marne.
- Simon Carteret-Trécourt (1821-1885), général de division, gouverneur militaire de Lyon, né et inhumé dans la commune.
- Pierre Chevry, directeur de l'usine Kuhlmann de Paimbœuf, résistant, mort pour la France au camp de concentration de Mauthausen en 1944, dont la belle-famille était originaire de Rolampont. Son nom figure sur le monument aux morts et sur une plaque commémorative dans le cimetière de Rolampont
- Alexis Pierron, helléniste mort au village.